# Mark Sieczkarek
Mark Sieczkarek (* 1962 in Inverness) ist ein schottischer Tänzer und Choreograf.
Seine grundlegende Ausbildung erhielt Mark Sieczkarek von 1973 bis 1981 an der Royal Ballet School in London. Seine ersten professionellen Choreographien entstanden beim „Scapino Ballet“ für Kinder in Amsterdam. Nach einer Arbeit im Kollektiv „Penta Theater“ in Rotterdam von 1983 bis 1985 war er für drei Jahre in der Tanztheatertruppe bei Pina Bausch in Wuppertal engagiert. Seit 1988 ist er als freischaffender Tänzer und Choreograph tätig und gründete 1998 die „Mark Sieczkarek Company“. Der Titel des Stücks „Drops of Rain in Perfect Days of June“ (1995) ist angelehnt an einen Gedichtband seines Lebenspartners und Schauspielers Caíque Ferreira (1954–1994).
Sieczkarek erhielt 1996 den Förderpreis des Landes Nordrhein-Westfalen für junge Künstlerinnen und Künstler und 1999 den nach 
Wolfgang Max Faust benannten Preis der Deutschen AIDS-Stiftung.